# Большаков Вадим Іванович
Большаков Вадим Іванович (* 3 вересня 1938, Дніпропетровськ — 28 червня 2015) — український радянський науковець, академік НАН України у галузі чорної металургії, технологій доменної плавки, устаткування і систем автоматизованого керування доменних печей.

## Дати біографії
- 1955–1960 — навчання на механічному факультеті Дніпропетровського металургійного інституту;
- 1966 — кандидат технічних наук;
- 1969 — старший науковий співробітник;
- 1988 — доктор технічних наук;
- 1991 — професор;
- 2000 — член-кореспондент НАН України;
- 4 лютого 2009 — академік НАН України.

## Наукова діяльність
Основу наукової діяльності В. І. Большакова складають дослідження в області динаміки металургійних машин, технології доменної плавки, устаткування і автоматизації завантаження доменних печей. Визначив і встановив причини збільшення моменту технологічного опору при захопленні листа валками. Удосконалив математичний опис нелінійних замкнутих систем з пружними зв'язками. Досліджував динаміку прокатних станів. Розробив теоретичні основи управління навантаженням і розподілом шихти в доменних печах. Керував пусковими дослідженнями, освоєнням і науково-технічним супроводом найбільших у світі доменних печей, обладнаних безконусними завантажувальними пристроями.